# Стамбул під моїми крилами
«Стамбул під моїми крилами» (тур. İstanbul Kanatlarımın Altında) — турецький фільм 1996 року, сценаристом і режисером якого став Мустафа Алтіоклар. Це екранізація польоту Хезарфена Ахмеда-челебі з Галати через Босфор.

## Сюжет
Дія фільму відбувається у XVII столітті. Хезарфен Ахмет-челебі та Лагарі Хасан-челебі досліджують політ птахів. Новий султан Мурат IV протистоїть впливу своєї матері, Валіде Кесем Султан, і намагається встановити в імперії суворий закон і порядок. Тим часом до Стамбула потрапляє захоплене алжирськими піратами венеційське судно. На кораблі знаходиться дівчина з манускриптом, у якому описано способи польоту, і саме цей манускрипт потрапляє до рук Гезерфена. Проте манускрипт нікому не вдається розшифрувати.
Хезарфен і Хасан спіймані під час огляду мертвого тіла (що є протизаконним) і відправлені на страту. За втручанням султана їх відправляють на суд. Хасан намагається виправдати дослідження та експерименти, стверджуючи, що вони можуть бути використані як зброя для перемоги над ворогами Османської імперії. Мурат забороняє досліди на померлих, але благословляє дослідження дуету в галузі польотів, сподіваючись на створення нової армії літаючих солдатів, які зможуть долати наземні бар'єри, такі як стіни та море, і скидати бомби. Щоб здійснити задумане, Хезарфен і Хасан розповідають Мурату про таємничий манускрипт і просять його звільнити дівчину з підземелля.
Манускрипт належить Леонардо да Вінчі, і вони розуміють, що він теж мав таку саму ідею літати з крилами, але текст закодовано, тому вони не можуть його прочитати. Хезарфен і дівчина (ім'я якої виявляється Франческа/Франческа) закохуються. Побачивши кілька феєрверків, Хасан пробує експериментувати з ракетами, і під час великого старту йому вдається досягти прийнятної висоти, перш ніж вискочити з парашутом і приземлитися у воду. Коли на манускрипт випадково проливають напій, зашифрований текст стає видимим, і Хезерфен використовує власні ідеї та ідеї да Вінчі, щоб побудувати літальний апарат зі штучними крилами. Консерватор Шейх уль-Іслам, який виступає проти Хезерфена, намагається налаштувати султана проти нього. Йому це вдається, коли султан забороняє Хезерфену літати і наказує його заарештувати. Хезарфен разом із Франческою тікає за допомогою Евлії Челебі до Дівочої вежі. Звідти він запускає свою літальну машину через Босфор.

## Акторський склад
- Еге Айдан — Хезарфен Ахмед-челебі
- Окан Баюльген — Лагарі Хасан-челебі
- Беатріс Ріко — Франческа
- Бурак Серген — султан Мурат IV
- Саваш Ай — Бекрі Мустафа
- Зухал Олджай — Кьосем Султан
- Галук Білгінер — Евлія Челебі
- Тунчел Куртіс — Топал Реджеп Паша
- Джованні Сконьямілло — Антоніо Аґа
- Айтон Серт — Гекімбаші
- Берке Гюркан — Муса Челебі
- Назан Кесал — Фахіше
- Алтан Ґюнбай — Мейханечі Агоп
- Акася Асилтюркмен — Лейла Газер
- Кюнейт Чалишкур — Шейх-уль Іслам

## Нагороди
На 8-му кінофестивалі в Анкарі Бурак Серген отримав нагороду «Найперспективніший новий актор». Фільм також отримав нагороди за «Найкращу музику» (Tuluyhan Uğurlu) і «Найкращу операторську роботу» (Uğur İçbak) на 18-й церемонії вручення нагород SİYAD.